# Yamato Fukasawa
Yamato Fukasawa (16 de octubre de 2000) es un deportista japonés que compite en natación, especialista en el estilo braza. Ganó una medalla de bronce en el Campeonato Mundial de Natación en Piscina Corta de 2024, en la prueba de 200 m braza.

## Palmarés internacional
| Campeonato Mundial en Piscina Corta | Campeonato Mundial en Piscina Corta | Campeonato Mundial en Piscina Corta | Campeonato Mundial en Piscina Corta |
| Año                                 | Lugar                               | Medalla                             | Prueba                              |
| ----------------------------------- | ----------------------------------- | ----------------------------------- | ----------------------------------- |
| 2024                                | Budapest (Hungría)                  | Medalla de bronce                   | 200 m braza                         |